# مارسلو فریرا
مارسلو فریرا (پرتغالی: Marcelo Ferreira؛ زادهٔ ۲۶ سپتامبر ۱۹۶۵) قایقران قایق بادبانی اهل برزیل است.